# Guido Morganti
(Esclamazione di Guido Morganti alla rivelazione del vero cognome della famiglia di ebrei in fuga.)
Guido Morganti (Mondaino, 1º novembre 1893 – Cattolica, 19 agosto 1957) è stato un cittadino italiano a cui lo Stato di Israele ha attribuito il titolo di "Giusto tra le Nazioni" per avere aiutato negli anni 1943/1944 un gruppo di ebrei a salvarsi dalle persecuzioni razziali nazifasciste.

## La storia
Alla fine del 1943, a seguito delle leggi razziali istituite dal regime fascista e dell'occupazione tedesca, che prevedevano la deportazione di tutti gli individui di religione ebraica, un gruppo composto da 13 membri delle famiglie Finzi e Rimini, dopo un drammatico pellegrinaggio, era giunto a Gabicce, ove dopo qualche tempo era riuscito ad ottenere, grazie all'aiuto del Segretario comunale Loris Sgarbi, del Podestà di Gabicce, Romeo Zoppi, e di una traduttrice operante presso il Comando tedesco, Diva Della Santina, nuovi documenti falsi e nuovi cognomi: Franzi e Ruini. Durante il breve soggiorno avevano commissionato a Guido Morganti, figlio di sarti e lui stesso sarto residente nella vicina città di Cattolica, la fattura di alcuni cappotti, in previsione di una fuga lunga e difficile durante l'inverno.
Avendo deciso di ripartire, in quanto il luogo non era sicuro essendo già conosciuti con il vecchio nome, vollero ritirare le stoffe. Mentre erano nella bottega uno di essi involontariamente si lasciò sfuggire la propria vera identità: fu allora che Morganti riconobbe nel cognome Rimini quello di un conoscente di Mantova che anni prima aveva aiutato la sua famiglia in circostanze economicamente drammatiche.
Incurante dei rischi e della cospicua taglia che avrebbe potuto intascare consegnando gli esuli alle autorità nazifasciste (circa 40 000 lire dell'epoca, una somma considerevole) egli in due giorni organizzò il trasferimento degli ebrei, portandoli personalmente con un carro trainato dai buoi a Mondaino, dove il gruppo riuscì a nascondersi fino alla fine della guerra, scampando alla deportazione.
Morganti non parlò mai né in pubblico né in privato del suo gesto, di cui aveva messo al corrente solo la moglie, cosicché se ne venne ufficialmente a conoscenza solo molti decenni dopo tramite la testimonianza dell'avvocato Cesare Rimini, protagonista dell'episodio assieme al cugino Cesare Moisè Finzi, che lo ricostruirà dettagliatamente nel suo libro "Qualcuno si è salvato".

## Riconoscimenti
Il 20 novembre 2007, nel corso di una toccante cerimonia presso la sede municipale di Cattolica, una delle figlie ha ricevuto dalle mani del rappresentante dello Stato di Israele il riconoscimento di "Giusto tra le Nazioni", concessa in memoria di Guido Morganti il 14 gennaio 2007.

A suo nome nel Comune di Cattolica nel 2008 è stata intitolata una via e nel 2020 una targa in via Carlo Cattaneo 6 nel luogo ove visse ed operò.